# Paul America
Paul Johnson (Nueva Jersey, Estados Unidos, 25 de febrero de 1944 – Ormond Beach, Florida, Estados Unidos, 19 de octubre de 1982), más conocido como Paul America, fue un miembro del «grupo de las superestrellas de Warhol», creado por el cineasta estadounidense Andy Warhol, que participó en la película My Hustler. Además, también apareció en el último filme de Edie Sedgwick, Ciao! Manhattan (1972), y en el documental Superartist.

## Años junto a Warhol
Según varias versiones, Warhol descubrió a America en una discoteca llamada Ondine a mediados del año 1965 y le invitó a visitar con él The Factory. Al principio, Paul solo se acercaba para hacer reparaciones en una motocicleta, pero acabó formando una estrecha relación con Warhol y las personas cercanas a este. De este modo, vivió durante un tiempo con Chuck Wein y tuvo un corto romance con Edie Sedgwick.
Warhol describió a America como un «muchacho increíblemente guapo; al igual que un dibujo de Mr. América, limpio, atractivo y muy simétrico». Asimismo, sugirió que quizá habría recibido su nombre de un apartamento del hotel América en el que él había vivido, «un hotel super-funky del centro de la ciudad». Paul admitió que tuvo problemas con su nombre:

Atravesé un periodo de paranoia por él. Me refiero a que, cada vez que veía esa palabra —y la veía en todos los sitios— pensaba que tenía que ver conmigo. Los problemas del país eran mis problemas. Creo que si no me hubieran puesto ese nombre habría sido más fácil para mí poder registrarme en los hoteles.

America se ha convertido aparentemente en un icono gay, gracias a su actuación en My Hustler. Tras esta película, America apareció en otros muchos filmes de Warhol del año 1965: las secuelas no estrenadas, My Hustler: In Apartment y My Hustler:  Ingrid, y también en la película muda de Dan William, Harold Stevenson, en la que America, Gerar Malanga, Stevenson, Sedgwick, y otros más conversan y beben vino mientras posan fotogénicamente en el sofá de la habitación de un hotel de Nueva York. Otra película biográfica de corta duración acerca de Paul America, rodada en la playa durante el montaje de My Hustler, fue encontrada en la «versión larga» de ese filme, en el montaje editado por Dan Williams que fue añadido a la cinta de seis minutos en 1967.

## Últimos años y fallecimiento
Ese mismo año —en el 1967—, tras servir al ejército estadounidense durante un breve periodo de tiempo, America obtuvo asistencia legal y convenció a Warhol para que le embolsara cierta cantidad de dinero con carácter retroactivo por el éxito de My Hustler, en la que él había tenido un papel importante. Gracias a esta petición, recibió 1000 dólares estadounidenses en diferentes abonos.
America también participó junto con Edie Sedgwick en Ciao! Manhattan (1972), una película dirigida por John Palmer y David Weisman cuyo rodaje se llevó a cabo entre los años 1967 y 1971. No obstante, su papel en la película fue menos importante de lo que en un principio iba a ser ya que fue imputado con cargos por tráfico de drogas en Míchigan. Paul trató de contactar con Warhol por última vez en 1982.
El 19 de octubre de 1982, Paul America fue embestido por un coche y falleció en el acto, mientras regresaba a su casa de Ormond Beach, Florida tras una cita con el dentista. En ese momento, Paul tenía 38 años de edad.

### Citas
1. ↑  «Estados Unidos». Diccionario panhispánico de dudas. Consultado el 3 de julio de 2013.
2. ↑  «Paul America» (en inglés). Warhol stars. Consultado el 3 de julio de 2013.